# Concierto italiano, BWV 971
El Concierto italiano, BWV 971, también conocido como Concerto nach Italienischem Gusto o Concierto según el gusto italiano, es un concierto en tres movimientos escrito para clave de doble teclado solo por Johann Sebastian Bach. Fue publicado en 1735 como primera mitad del Clavier-Übung II. La segunda mitad contenía la Obertura en estilo francés. Esta pieza se ha hecho popular entre las obras escritas para teclado por Bach, y ha sido grabada con profusión tanto en versión para clave como para piano. 

## Estructura y análisis
La pieza consta de tres movimientos:
- I. (Sin indicación de tempo)
- II. Andante
- III. Presto

El primer y tercer movimientos en fa mayor en estilo ritornello del Concierto italiano, enmarcan un segundo movimiento en un florido estilo arioso en re menor, el relativo menor.
Un concierto italiano se fundamenta en los roles contrastantes de diferentes grupos de instrumentos del conjunto instrumental que lo interpreta. Bach imita este efecto mediante la creación de contrastes con la utilización de los teclados forte y piano del clavecín de dos teclados a lo largo de toda la pieza. De hecho, junto con la Obertura en estilo francés y algunas de las Variaciones Goldberg, esta es una de las pocas obras de Bach que requieren específicamente el clavecín de dos teclados. Asimismo, Bach transcribió conciertos italianos de Antonio Vivaldi y de otros compositores para clavecín solo (BWV 972-987), así como para órgano o clavecín con pedalero solo (BWV 592-596).

## Discografía selecta
- Robert Aldwinkle - Bach: The Great Keyboard Works
- Olivier Baumont - An Italian Concert (Six Concertos after Vivaldi)
- Alfred Brendel - Brendel Plays Bach
- Alicia de Larrocha - Alicia de Larrocha
- Don Dorsey - Bachbusters
- Huguette Dreyfus - Works for Harpsichord
- Richard Egarr - J. S. Bach - Harpsichord Works
- Kenneth Gilbert - Italian Concerto
- Robero Gini - Sonate a Viola da Gamba e Cembalo obligato - Concerto nach Italienischen Gusto
- Glenn Gould - Aria variata alla maniera italiana
- Glenn Gould - Glenn Gould: Bach (Original CBC Broadcasts)
- Glenn Gould - Italian Concerto
- Glenn Gould - The Glenn Gould Edition, Vol. 8
- Angela Hewitt - Italian Concerto, French Overture, Capriccios
- Angela Hewitt - J. S. Bach - Angela Hewitt
- Vera Hilger - Transkriptionen fur Violine und Violoncello
- Christiane Jaccottet - Complete Works for Harpsichord No. 9
- Cyprien Katsaris - Bach's Italian Journey
- Igor Kipnis - Goldberg Variations, Italian Concerto, French Overture, Italian Variations
- Ralph Kirkpatrick - Clavier-ubung Parts I, II and IV
- Ralph Kirkpatrick - Goldberg Variations
- Ralph Kirkpatrick - The Works of Johann Sebastian Bach
- Wanda Landowska - Goldberg Variations
- Mark Laverty - Music of Bach
- Gustav Leonhardt - Art of Fugue
- Jean Louis Steuerman - The Six Partitas for Keyboard
- Jacques Loussier - Jacques Loussier Plays Bach
- Marcelle Mayer - Les Introuvables de Marcelle Meyer Vol. 3
- Tatiana Nikolayeva - Tatiana Nikolayeva Plays Bach
- Murray Perahia - Murray Perahia Plays Bach
- Trevor Pinnock - The Harmonious Blacksmith / Favourite Harpsichord Pieces
- Trevor Pinnock - Werke fur Cembalo
- Karl Richter - Works for Cembalo
- Sviatoslav Richter - Richter. The Authorised Recordings: BACH
- Sviatoslav Richter - Tre Sonate, Concerto Italiano, Quattro Duetti, Capriccio
- Charles Rosen - The Keyboard Album
- Scott Ross - Italian Concerto
- Scott Ross - L'art de Scott Ross
- Christophe Rousset - Italian Concerto
- Fazil Say - Bach
- Andras Schiff - French Suites
- Andras Schiff - Italian Concerto, Chromatic Fantasy & Fugue, French Overture, Four Duets
- Andras Schiff - Keyboard Works (box set)
- David Schrader - Bach a la Carte. The International Bach
- Peter Serkin - Goldberg Variations
- Andreas Staier - Clavier Ubung I & II
- Dubravka Tomsic - Italian Concerto
- Rosalyn Tureck - Great Pianists of the Twentieth Century. Rosalyn Tureck, vol 2
- Rosalyn Tureck - Rosalyn Tureck: The Great Solo Works, Vol. 2
- Rosalyn Tureck - The Keyboard Album
- Varios - Bach 2000: The Complete Bach Edition
- Varios - Bach: Greatest Hits
- Alexis Weissenberg - Keyboard Works (box set)
- Jean Yves Formeau Saxophone Quartet - Italian Concerto
- Jaime Zavala Benavente - Transcriptions of Classical Music Op.4